# Forte de Santo António de Axim
O Forte de Santo António de Axim, também conhecido como Forte de Axém, localizava-se na cidade de Axim, no actual Gana, no litoral da África Ocidental.

## História
Foi erguida por forças portuguesas com a função de feitoria naquele trecho da Costa do Ouro Portuguesa em 1515 perto da cidade de Axim.
Em 1642, os holandeses capturaram o forte e, posteriormente, fez parte da  Costa do Ouro Holandesa. Os holandeses ampliaram o forte consideravelmente antes que integra-se, com o resto da sua colónia, para os britânicos em 1872. O forte é agora propriedade do estado de Gana e encontra-se aberto ao público.
Neste forte foi assinado em 1642 o Tratado de Axim.